# Радивој Кашанин
Радивој Кашанин (Бели Манастир, 21. мај/3. јун 1892 — Београд, 30. октобар 1989) био је српски математичар, професор универзитета, академик САНУ.

## Детињство и школовање
Његови преци с презименом Поповић прешли су у 18. ст. из Херцеговине у Барању. Потиче из сиромашне сељачке породице. Рођен је у убогој кући у данашњој Улици Владана Деснице (раније Вука Стефановића Караџића), Беломанастирцима познатој као Српска улица. Његов отац Никола Поповић и мајка Анка Кашанин нису били вјенчани па су он и млађи брат Милан Кашанин били уведени у матичне књиге рођених под мајчиним презименом Кашанин. У родном месту завршио је 4 разреда Српске основне школе (1898-1902). Учитељица му је била Смиља Добродолска из Черевића. Прва три разреда средње школе завршио је у Класичној гимназији у Осијеку (1902-1905), а осталих пет у Српској православној гимназији у Новом Саду (1905-1910). Сва три разреда у Осијеку положио је, с успехом првог реда, с одликом. У Осијеку је с њим боравила и о њему се бринула његова тетка Латинка, рођена сестра његове мајке, која се није удавала. На крају другог разреда гимназије разболела му се мајка од упале плућа, која је прешла у туберкулозу. Умрла је кад је Радивој пошао у трећи разред. Отад се о њему и његовом брату бринула тетка Латинка. У гимназији је био стипендиста Задужбине Ђорђа Сервицког, а на универзитету Задужбине Гавре Адамовићу. Да пређе у новосадску гимназију уредио је учитељ Сомборац Јован Славковић (који је заменио рано преминулу Смиљу Добродолску), а у Новом Саду га је свесрдно прихватио директор гимназије Васа Пушибрк, помогавши му да на основу врло добрих оцена добије солидну стипендију. Усто је за новац подучавао слабије ученике и тиме олакшао и школовање брата Милана.

## Студије
До 1914. године студирао је математику и астрономију на филозофским факултетима у Бечу (1910/1911), Загребу (1911-1913) и Будимпешти (1913/1914). У Бечу је на њега пресудан утицај извршио онда још млади професор Вилхелм Витингер, који га је својим предавањима и колоквијима упутио у најмодернија логичка расуђивања. У Загребу су за његов даљи развој највише учинили професор анализе Владимир Варићак (1865-1942) и професор геометрије Јурај Мајцен (1875-1924), којима је, на трећој години, већ био асистент.

## Први светски рат
Кад је избио Први светски рат, мобилисан је у Аустроугарску војску и 1915. године упућен на руски фронт у Галицији. Пребегао је на руску страну и пријавио се као добровољац у Српску војску. У чину пешадијског потпоручника постављен је 1916. године за ађутанта у I пешадијском пуку. Учествовао је у борбама у Добруџи 1916, у Бесарабији 1917. и на Солунском фронту 1918. године. Демобилизован је 1919. Одликован је руским орденом Свете Ане (1917), енглеским Ратни крст са мачевима, српским орденом „Белог орла са мачевима“ (1918) и Златном медаљом за храброст (1919) те чехословачким и румунским орденима. У униформи је био пет година и за то време, како је сам говорио, ни новине није читао, а камоли да се могао посветити математици.

## Универзитетска каријера
У Паризу је, на Сорбони, 1920. наставио студије. Ту је слушао предавања и пратио семинаре чувених француских математичара Емила Пикара (1856-1941), Жака Саломона Адамара (1865-1963), Анрија Лебега (1875-1941), Пола Монтела, Едуара Гурсаа, Андоајеа и других. Пошто је положио испите из математике, рационалне маханике и астрономије, дипломирао је у новембру 1921. Докторат "О аналитичким облицима мултиформних функција" одбранио је 20. новембра 1924, на Филозофском факултету у Београду. За асистента на Катедри за математику београдског Техничког факултета постављен је 1922. код професора Богдана Гавриловића. На тој су катедри тада су били и професори и академици Михајло Петровић Алас (1868-1943) и Милутин Миланковић (1879-1958). Доцент је постао 1926, ванредни професор 1930. и 1939. редовни професор на Техничком и Електротехничком факултету. Два пута је биран за ректора на Техничкој великој школи (1950/51. и 1951/52). По својој молби, пензионисан је као редовни професор на Електротехничком факултету 30. априла 1957. године. За дописног члана САНУ изабран је 2. маја 1946, а за редовног 10. јуна 1955. Био је секретар Одељења за техничке науке (1955-1959) и заменик председника САНУ (1957-59). Он је први и засад једини Барањац који је постао академик.
Налазио се 1946. међу оснивачима Математичког института САНУ, гдје је обављао дужност управника (1951-1958) и председника Савета (1958-1961). Године 1935. постављен је и за управника Студентског дома у Вуковом парку у Београду. Ту дужност обављао је 5 година. Учествовао је на светском конгресу математичара и одржао низ предавања у земљи и иностранству. Кад је у Новом Саду 1954. године основан Филозофски факултет, почео је хонорарно предавати геометрију на студијског групи за математику.

## Научни рад
Објавио 28 научних и стручних радова из математичке анализе (теорија функција, диференцијалне једначине), механике и астрономије. С академиком Павлом Савићем објавио је неколико радова из геофизике, обрадивши теорију понашања материје под врло великим притисцима и веома високим температурама. Спадао је међу ретке учењаке-енциклопедисте - није било области математике и сродних наука коју није добро познавао. Његова „Библиографија..." објављена у едицији "Биографије и библиографије" (2002) има 51 ставку, док је у рукопису остало 14 дела, која се чувају у Архиву САНУ. Написао је "Вишу математику" у три дела (1946, 1949. и 1950) и у неколико издања, која је многим генерацијама студената служила као одличан уџбеник. Био је изузетан предавач и ментор многих докторанада.
Добио је награду Владе ФНРЈ (1949), одликован је Орденом рада са црвеном заставом. Добитник је Октобарске награде Београда (1963) те Седмојулске награде Србије (1968). Због огромних заслуга за Универзитет у Београду и за све његове техничке факултете, а посебно за електротехнички, добио је 1973. године титулу почасног доктора Универзитета у Београду. Добитник је Повеље Машинског факултета у Београду и Повеље Природно-математичког факултета у Новом Саду. Био је главни уредник часописа "Publications mathématiques" у издању САНУ.

## Приватни живот
Веома је волио град својих гимназијских дана — Нови Сад и увек се интересовао за новости. Са својим млађим братом Миланом становао је у садашњој Барањској улици, која је добила име по његовом родном крају. Супруга му је била Београђанка Катарина, рођена Чабрић (1894-1977). Упознао ју је 1917. године у Одеси као студенткињу медицине. Венчали су се у новембру 1919. Имали су троје деце: Милана, фармацеута (рођеног 1920), Радмилу Секу, удату Ђоновић (1922-1993), и Веру, удату Бодо (рођену 1925), инжењера технологије у Винипегу у Канади. У Београду је становао у Молеровој улици број 43.
Од 1969. године је био председник Удружења добровољаца 1912-1918 године.

## Име
У енциклопедијама, неким књигама и на интернету име академика Кашанина пише се у облику Радивоје. У чланцима Драге Његована и Радивоја Брњеварца те у фељтону Жике Живуловића написано је у облику Радивој. У Барањи то име у правилу име облик Радивој, али се понекад разговорно изговара и као Радивоја. У чланку Драгомира Симеуновића каже се да је име Радивој записано у крштеници и свим документима до доласка у Русију 1915. године. Кад се тамо помешао са Србијанцима, прекрстили су га у Радивоје у војним документима и у уверењу о југословенском држављанству. На свим публицираним радовима штампано је Р. Кашанин. У фељтону Ж. Живуловића сам Кашанин каже: „Замислите, поп није хтео да ме крсти! Извикао се на мог оца. какво је то име Радивој?! Српско није, већ турско. Каква су то измишљања настала! Срби су потпуно полудели. Син ти се родио на светог Константина. Зашто му не даш име Коста? Или по твом оцу, Мојо. Или по оцу твоје жене, Јакшо. Радивој! Не може. Отац га је мирно саслушао и запретио. Ако неће да прихвати ово име, он ће отићи у швапску цркву и тамо ће ме крстити. Наравно, попа је брзо пристао на име..."

## Занимљивости
Био је познат по строгости и праведности, али ништа мање и по небројеним анегдотама које су генерације студената причале и измишљале о њему. По броју тих анегдота он је неприкосновено на првом месту у историји Београдског универзитета. Код њега је математику учило 35 генерација, што износи близу 20.000 студената. Од 1922. до 1941. нема практично ниједног инжењера који није прошао кроз његове руке. Био је бескомпромисни борац против незнања и нерада, дилетантизма и швиндлераја. Пред крај професорове каријере, на факултету су се појавиле брошуре са решеним задацима из математике, коју су издавали "вечити студенти" да би нешто зарадили. Поводом тога професор је изјавио: "Брошура је писмени састав, полуписменог човека за неписмене људе". Пред Други светски рат оборио је целу једну генерацију, сто једног студента одстранио је с испита због преписивања. Био је непоткупљив, до неизљечења алергичан на интервенције и покушаје протекције. После Другог светског рата једна делегација студената обишла је неколико највиших руководилаца тадашње Југославије и пожалила се на његова обарања на испитима. Моша Пијаде је одбио да о томе разговара, прогласио се ненадлежним. Републични министар просвете Милован Ђилас питао их је да ли обара само комунисте, а они су му одговорили: „Не, обара све!". Вељко Влаховић им је рекао да је био његов студент и да је први пут пао на испиту, а кад се боље спремио - положио је. На крају су отишли код Бориса Кидрича, који им је одсекао: „Више волим његових педесет инжењера, него ваших пет стотина“.